# Élan Sportif Chalonnais
Élan Sportif Chalonnais, također i pod nazivom "Élan Chalon", je košarkaški klub iz francuskog grada Chalon-sur-Saône. Osnovan je 1955. godine, a postao je profesionalni klub 1994. Natječe se u 1. francuskoj košarkaškoj ligi.

## Uspjesi
- Prva francuska liga (LNB Pro A)
  - prvak: 2011./12, 2016./17.

- Francuski kup
  - pobjednik: 2011., 2012.

- Leaders Cup LNB (Semaine des As)
  - pobjednik: 2012.

- Kup Raymonda Saporte
  - finalist: 2001.

- FIBA Europe Cup
  - finalist: 2017.

## Poveznice
- službene stranice